# Batea (település)
Batea egy község Spanyolországban, Tarragona tartományban. Batea La Pobla de Massaluca, Vilalba dels Arcs, Gandesa, Bot, Tarragona, Caseres, Maella, Fabara és Nonaspe községekkel határos. Lakosainak száma 1877 fő (2024).

## Népesség
A település népessége az elmúlt években az alábbi módon változott:
| Lakosok száma | 569  | 3233 | 2538 | 2347 | 2082 | 2094 | 2174 | 1975 | 1890 | 1877 |
|               | 1717 | 1900 | 1940 | 1960 | 1986 | 2005 | 2010 | 2014 | 2019 | 2024 |